# Trogrla pećina
Trogrla pećina je krška pećina i arheološki lokalitet sjeverozapadno od sela Majkusi, nedaleko od Sv. Ivana od Šterne (Baderna). Pruža se u pravcu istok–zapad, ima strmi ulaz u istočnom dijelu i još dva otvora na svodu. Vrlo je vlažna, a u njezinu se najdubljem dijelu zadržava voda, zbog koje je vjerojatno bila posjećivana. U njoj je 1974. obavljen pokusni arheološki iskop (Boris Baćić) do dubine od 3,5 m. Prvo je dokumentirana posjećenost pećine u srednjem vijeku, zatim u antici (nalaz ostave u kojoj su bili koštana bravica i tragovi drvene kutije, novac cara Konstancija II., više uljanica, ulomci posuđa i amfora) i u prapovijesti. Prapovijesni se slojevi nalaze na relativnoj dubini od 0,45 m do 2 m. Po nađenim ulomcima keramičkih posuda razlikuju se tri kulturna razdoblja: kasno brončano doba, na dubini od 0,45 m do 1,2 m; srednje brončano doba, na dubini od 1,2 m do 1,8 m; i kraj neolitika, na dubini od 1,8 m do 2 m.